# K9 Thunder
K9 Thunder – południowokoreańskie działo samobieżne wyprodukowane przez Hanwha Defense (poprzednio Samsung Techwin) dla południowokoreańskich sił zbrojnych. Działo powstało w celu zastąpienia haubic K55. Nowe pojazdy operują razem z pojazdem zaopatrzenia K10.

## Historia
W drugiej połowie lat 80. XX wieku Korea Południowa rozpoczęła poszukiwanie nowoczesnego samobieżnego systemu artyleryjskiego wyposażonego w armatohaubicę 155 mm długości 52 kalibrów dla zastąpienia amerykańskich M109. Rozważano zakup niemieckich Panzerhaubitze 2000 lub licencji brytyjskiej AS90, lecz ostatecznie zdecydowano opracować nowe działo samodzielnie w celu zmniejszenia zależności od zagranicznych producentów. Zatwierdzenie wymagań przewidywano na 1988 rok, a właściwe rozpoczęcie prac nad systemem na 1991 rok. W 1996 roku pierwszy pojazd trafił do testów, a 22 grudnia 1998 roku został podpisany kontrakt na dostawę nowych pojazdów. W tym roku działo otrzymało oznaczenie wojskowe K9. Pierwsza dostawa dział K9 została odebrana w 1999 roku. 
Działa K9 zostały pierwszy raz użyte bojowo w trakcie ostrzelania wyspy Yeonpeng przez Koreę Północną w listopadzie 2010 roku. Cztery stacjonujące tam działa odpowiedziały ogniem na północnokoreański ostrzał, wystrzeliwując ok. 80 pocisków. Ponownie doszło do tego 10 sierpnia 2011 roku w tej samej okolicy.
Podwozie K9 po polonizacji zaadaptowano w polskim projekcie armatohaubicy samobieżnej AHS Krab po tym, kiedy oryginalne podwozie okazało się niezadowalające. W 2014 roku podpisano umowę między Hutą Stalowa Wola a Hanwha Techwin na produkcję na podstawie licencji 120 podwozi do polskiej armatohaubicy.

## Charakterystyka
K9 posiada w pełni stalową konstrukcję odporną na ostrzał amunicją 14,5 mm, odłamki pocisków kal. 152 mm oraz wybuchy min przeciwpiechotnych. Główne uzbrojenie stanowi 155 milimetrowa armata o długości lufy 52 kalibrów, o maksymalnym zasięgu 40 kilometrów. Pojazd wykorzystuje silnik o mocy 1000 KM oraz zawieszenie hydropneumatyczne, konieczne ze względu na górzyste tereny Korei. Wyposażony jest również w pełna ochronę ABC. K9 jest przystosowany do prowadzenia ostrzału w trybie MRSI – wystrzeliwuje 3 pociski w odstępie 5 sekund na różnych kątach podniesienia w taki sposób, by wszystkie jednocześnie uderzyły w cel. 

### K10
K10 jest pojazdem zaopatrzeniowym dla działa samobieżnego K9 Thunder. Posiada takie samo podwozie i mobilność jak K9. Proces zaopatrywania odbywa się automatycznie przy pomocy mostu przenoszącego pociski od razu do haubicoarmaty, dzięki czemu załoga nie jest narażona na ostrzał. Maksymalna prędkość zaopatrywania wynosi 12 pocisków na minutę.

## Użytkownicy
- Korea Południowa – razem 1136 dział K9 i 179 wozów zaopatrzenia K10 ma otrzymać koreańska armia.
- Turcja – Tureckie Siły Zbrojne otrzymają łącznie 350 sztuk haubic w wersji T-155 Fırtına.
- Estonia – 18 dział, dostarczanych od 2020 roku[6].
- Norwegia – 24 działa oznaczone K9 Vidar, dostarczane od 2019/20[7].
- Polska – 124 K9A1[8]; Polska zawarła umowę na dostawę łącznie 218 haubic samobieżnych K9A1 oraz 149 K9PL, które mają zostać dostarczone do 2027 roku[9].
- Australia – Australia ma zbudować na koreańskiej licencji u siebie w kraju łącznie 45 pojazdów[10]
- Indie – 100 dział w lokalnej wersji K9 Vajra-T, planowane są zamówienia kolejnych sztuk[11][12][13].

## Służba

### Polska
Po rosyjskiej inwazji na Ukrainę, polskie Ministerstwo Obrony Narodowej ogłosiło w lipcu 2022 roku zamiar zakupu haubic K9 Thunder, w związku z niemożnością wyprodukowania dużej liczby haubic Krab w krótkim czasie przez Hutę Stalowa Wola. Decyzja ta spotkała się z licznymi krytycznymi ocenami w prasie i portalach fachowych, z uwagi na fakt produkowania przez polski przemysł nowoczesnego spolonizowanego działa tej samej klasy. 27 lipca 2022 roku Polska zawarła umowę ramową na dostarczenie 672 haubic K9A1/K9PL, z czego 26 sierpnia zamówiono pierwsze 212 sztuk za kwotę 2,4 mld USD, wraz z amunicją, pakietem szkoleniowym i logistycznym. Haubice mają być zintegrowane z polskimi środkami łączności i systemem kierowania ogniem ZZKO Topaz oraz dostarczone do 2026 roku, z tego pierwsze 24 K9A1 w 2022 roku. Pierwsze działa dostarczono do 1 Mazurskiej Brygady Artylerii 12 grudnia 2022 roku, a pierwsze strzelania odbyły 23 lutego 2023 roku. Dalsze 460 haubic w spolonizowanej wersji K9PL miało być produkowanych w Polsce i według planów, dysponować rozwiązaniami z haubicy K9A2, w tym automatem ładowania i 4-osobową załogą. 1 grudnia 2023 roku została zawarta druga umowa wykonawcza na 152 działa K9, w tym sześć K9A1 i 146 w wersji częściowo spolonizowanej K9PL.
Do czerwca 2024 roku dostarczono 72 działa, które weszły na uzbrojenie trzech dywizjonów: w 1 Mazurskiej Brygadzie Artylerii, 14 dywizjonu (w 21 BSP) i w 18 Pułku Artylerii.